# Collado de Rus
Collado de Rus är ett bergspass i Spanien.   Det ligger i provinsen Província de Lleida och regionen Katalonien, i den nordöstra delen av landet, 400 km nordost om huvudstaden Madrid. Collado de Rus ligger 2 660 meter över havet.
Terrängen runt Collado de Rus är bergig åt sydväst, men åt nordost är den kuperad. Collado de Rus ligger uppe på en höjd. Runt Collado de Rus är det mycket glesbefolkat, med 3 invånare per kvadratkilometer. Närmaste större samhälle är Sort, 19,8 km öster om Collado de Rus. Trakten runt Collado de Rus består i huvudsak av gräsmarker.